# Locnville
Locnville jsou jihoafrické electro-hop duo. Skupinu tvoří identická dvojčata Andrew a Brian Chaplinovi, pocházející z Kapského Města. Oba dva jsou zpěváci, hudební producenti a muzikanti, kteří umí hrát na několik hudebních nástrojů.
Do povědomí širší veřejnosti se dostali v létě 2009, kdy vydali singl "Sun in My Pocket". Stejný název nakonec dali také celému albu, které vyšlo až v únoru 2010.
Po velkém úspěchu v Jihoafrické republice, kde jejich singly obsadily první místa nejrůznějších hitparád, získávají na popularitě také v Evropě, především pak v Německu.